# Franz Ohnmacht
Franz Ohnmacht (* 5. Dezember 1893 in Raab; † 11. April 1954 in Linz) war ein österreichischer römisch-katholischer Geistlicher.

## Leben
Ohnmacht war Sohn eines Arztes. Nach dem Besuch der Gymnasien in Kremsmünster und Ried studierte er Theologie und Philosophie in Rom und Innsbruck. 1916 wurde er zum Priester geweiht, 1918 wurde er promoviert. Anschließend war er als Seelsorger tätig, bevor er 1919 als Sekretär und Zeremoniär beim Linzer Bischof Johannes Maria Gföllner arbeitete. Ab 1923 war er Professor an der philosophischen Diözesanlehranstalt Linz. Zusätzlich leitete er ab 1927 die Zentralstelle für Exerzitien beim bischöflichen Ordinariat in Linz und war Obmann des Diözesankomitees für Laienexerzitien. 1929 ernannte man ihn zum Leiter des Katholikensekretariats am bischöflichen Ordinariat in Linz. Ohnmacht hatte daneben zahlreiche weitere Ämter in anderen Organisationen inne.
1934 wurde er Generaldirektor der Katholischen Aktion. Von 1934 bis 1936 gehörte er als Vertreter der katholischen Kirche dem oberösterreichischen Landtag sowie (bis 1938) dem Bundeskulturrat an.
Nach dem „Anschluss“ 1938 wurde er zunächst ins KZ Dachau, im September 1939 dann in das KZ Buchenwald verschleppt. Ab Dezember 1940 war er wieder im KZ Dachau inhaftiert, dort war er Kapellenverwalter, bzw. Lagerkaplan. Im März 1943 wurde er entlassen und nach Gadebusch zugewiesen. Dort war er als Seelsorger tätig.
1946 kehrte Ohnmacht als Referent im Bischöflichen Ordinariat nach Linz zurück, außerdem war er Prosynodalrichter am Diözesangericht. Von 1949 bis 1953 war er Vizepräsident der von ihm gegründeten Österreichischen Missionsverkehrsgesellschaft.